# 58. ceremonia wręczenia Złotych Globów
Złote Globy za rok 2000 zostały przyznane w 13 kategoriach filmowych i 11 kategoriach telewizyjnych 20 stycznia 2001 roku. Uroczysta ceremonia wręczenia nagród Stowarzyszenia Prasy Zagranicznej w Hollywood odbyła się po raz 58.
Lista zwycięzców (pogrubione) oraz nominowanych w poszczególnych kategoriach:

## Kino
Najlepszy dramat:
- Billy Elliot
- Erin Brockovich
- Gladiator
- Traffic
- Cudowni chłopcy

Najlepszy musical lub komedia:
- U progu sławy
- Medal dla miss
- Uciekające kurczaki
- Czekolada
- Bracie, gdzie jesteś?

Najlepszy aktor w dramacie:
- Zanim zapadnie noc – Javier Bardem
- Cast Away: Poza światem – Tom Hanks
- Gladiator – Russell Crowe
- Zatrute pióro – Geoffrey Rush
- Cudowni chłopcy – Michael Douglas

Najlepszy aktor w musicalu lub komedii:
- Przeboje i podboje – John Cusack
- Grinch: Świąt nie będzie – Jim Carrey
- Poznaj mojego tatę – Robert De Niro
- Bracie, gdzie jesteś? – George Clooney
- Czego pragną kobiety – Mel Gibson

Najlepsza aktorka w dramacie: 
- Tańcząc w ciemnościach – Björk
- Erin Brockovich – Julia Roberts
- Requiem dla snu – Ellen Burstyn
- Ukryta prawda – Joan Allen
- Możesz na mnie liczyć – Laura Linney

Najlepsza aktorka w musicalu lub komedii:
- Czekolada – Juliette Binoche
- Miss Agent – Sandra Bullock
- Siostra Betty – Renée Zellweger
- Joint Venture – Brenda Blethyn
- Drobne cwaniaczki – Tracey Ullman

Najlepszy aktor drugoplanowy:
- Erin Brockovich – Albert Finney
- Gladiator – Joaquin Phoenix
- Cień wampira – Willem Dafoe
- Ukryta prawda – Jeff Bridges
- Traffic – Benicio del Toro

Najlepsza aktorka drugoplanowa:
- U progu sławy – Kate Hudson
- U progu sławy – Frances McDormand
- Billy Elliot – Julie Walters
- Czekolada – Judi Dench
- Traffic – Catherine Zeta-Jones

Najlepsza reżyseria:
- Billy Elliot – Stephen Daldry
- Przyczajony tygrys, ukryty smok – Ang Lee
- Erin Brockovich – Steven Soderbergh
- Gladiator – Ridley Scott
- Traffic – Steven Soderbergh

Najlepszy scenariusz:
- U progu sławy – Cameron Crowe
- Zatrute pióro – Doug Wright
- Traffic – Stephen Gaghan
- Cudowni chłopcy – Steve Kloves
- Możesz na mnie liczyć – Kenneth Lonergan

Najlepsza muzyka:
- Czekolada – Rachel Portman
- Przyczajony tygrys, ukryty smok – Tan Dun
- Gladiator – Hans Zimmer i Lisa Gerrard
- Malena – Ennio Morricone
- Kropla słońca – Maurice Jarre
- Rącze konie – Larry Paxton, Marty Stuart, Kristin Wilkinson

Najlepsza piosenka:
- Tańcząc w ciemnościach – „I've Seen It All” w wykonaniu Björk
- Częstotliwość – „When You Come Back To Me Again” w wykonaniu Garth Brooks
- Miss Agent – „One In A Million” w wykonaniu Bossona
- Nowe szaty króla – „My Funny Friend And Me” w wykonaniu Stinga
- Cudowni chłopcy – „Things Have Changed” w wykonaniu Boba Dylana

Najlepszy film zagraniczny:
- Amores perros (Meksyk)
- Przyczajony tygrys, ukryty smok (Tajwan)
- Malena (Włochy)
- The Hundred Steps (Włochy)
- Wdowa Św. Piotra (Francja)

## Telewizja
Najlepszy serial dramatyczny:
- CSI: Kryminalne zagadki Las Vegas
- Ostry dyżur
- Kancelaria adwokacka
- Rodzina Soprano
- Prezydencki poker

Najlepszy serial komediowy lub musical:
- Ally McBeal
- Frasier
- Zwariowany świat Malcolma
- Seks w wielkim mieście
- Para nie do pary

Najlepszy aktor w dramacie:
- Gideon’s Crossing – Andre Braugher
- Kancelaria adwokacka – Dylan McDermott
- Rodzina Soprano – James Gandolfini
- Prezydencki poker – Rob Lowe
- Prezydencki poker – Martin Sheen

Najlepszy aktor w musicalu lub komedii:
- Jak pan może, panie doktorze? – Ted Danson
- Wszyscy kochają Raymonda – Ray Romano
- Frasier – Kelsey Grammer
- Zwariowany świat Malcolma – Frankie Muniz
- Para nie do pary – Eric McCormack

Najlepsza aktorka w dramacie:
- Buffy: Postrach wampirów – Sarah Michelle Gellar
- Cień anioła – Jessica Alba
- Potyczki Amy – Amy Brenneman
- Once and Again – Sela Ward
- Rodzina Soprano – Lorraine Bracco
- Rodzina Soprano – Edie Falco

Najlepsza aktorka w musicalu lub komedii:
- Ally McBeal – Calista Flockhart
- Bette – Bette Midler
- Zwariowany świat Malcolma – Jane Kaczmarek
- Seks w wielkim mieście – Sarah Jessica Parker
- Para nie do pary – Debra Messing

Najlepszy miniserial lub film telewizyjny:
- Nieczysta fotografia, reż. Frank Pierson
- Ocalić Nowy York, reż. Stephen Frears
- Miłość lub ojczyzna. Historia Artura Sandovala, reż. Joseph Sargent
- Norymberga, reż. Yves Simoneau
- Ostatni brzeg, reż. Russell Mulcachy

Najlepszy aktor w musicalu lub komedii:
- Arthur Miller's Death of a Salesman- Brian Dennehy
- Nieczysta fotografia – James Woods
- Miłość lub ojczyzna. Historia Artura Sandovala – Andy García
- Norymberga – Alec Baldwin
- Norymberga – Brian Cox

Najlepsza aktorka w musicalu lub komedii:
- Wyrok mediów – Christine Lahti
- Harlan County War – Holly Hunter
- Holiday Heart – Alfre Woodard
- Ostatnia seksbomba – Judi Dench
- Pani Bovary – Frances O’Connor
- Ostatni brzeg – Rachel Ward

Najlepszy aktor drugoplanowy w serialu, miniserialu lub filmie telewizyjnym:
- Ally McBeal – Robert Downey Jr.
- Amerykańska tragedia – Christopher Plummer
- Frasier – David Hyde Pierce
- Frasier – John Mahoney
- Prezydencki poker – Bradley Whitford
- Para nie do pary – Sean Hayes

Najlepsza aktorka drugoplanowa w serialu, miniserialu lub filmie telewizyjnym:
- Gorączka wyborcza – Faye Dunaway
- Seks w wielkim mieście – Kim Cattrall
- Seks w wielkim mieście – Cynthia Nixon
- Gdyby ściany mogły mówić 2 – Vanessa Redgrave
- Prezydencki poker – Allison Janney
- Para nie do pary – Megan Mullally